# Dourges
Dourges est une commune française située dans le département du Pas-de-Calais en région Hauts-de-France. Ses habitants sont appelés les Dourgeois. La commune est membre de la communauté d'agglomération Hénin-Carvin.
La commune de Dourges (nom officiel depuis 1801), située dans le sud-est du département du Pas-de-Calais et limitrophe du département du Nord, à 11 km, à vol d'oiseau, à l'est de la commune de Lens, est une commune du bassin minier du Nord-Pas-de-Calais. C'est une commune de type ceinture urbaine selon l'Insee, appartenant à l'unité urbaine de Douai-Lens, avec une population de 6 068 habitants au dernier recensement de 2022.
L'histoire de la commune est étroitement liée à l'exploitation du charbon. Depuis 2012, la valeur universelle et historique du bassin minier du Nord-Pas-de-Calais est reconnue et inscrite sur la liste du patrimoine mondial de l’UNESCO, parmi les 353 sites du bassin minier inscrits au patrimoine mondial de l’UNESCO, un site se trouve dans la commune.
Sur le territoire communal se trouve l'église Saint-Stanislas qui fait l’objet d’une inscription au titre des monuments historiques.
À la suite de la Première Guerre mondiale, la commune est décorée de la croix de guerre 1914-1918.

## Géographie

### Localisation
Localisée dans le sud-est du département du Pas-de-Calais et limitrophe du département du Nord, Dourges est une commune traversée par le canal navigable de la Deûle située, à vol d'oiseau, à 11 km à l'est de la commune de Lens (chef-lieu d'arrondissement).
Le territoire de la commune est limitrophe de ceux de cinq communes, dont une, Ostricourt, située dans le département du Nord.
Les communes limitrophes sont Oignies, Noyelles-Godault, Ostricourt, Évin-Malmaison et Hénin-Beaumont.

### Géologie et relief
La superficie de la commune est de 10,48 km2 ; son altitude varie de 23  à   35 m.

### Hydrographie
Le territoire de la commune est situé dans le bassin Artois-Picardie.
La commune est traversée par le canal navigable de la Deûle, d'une longueur de 58,75 km, qui prend sa source dans la commune de Douai et se jette dans la Lys au niveau de la commune de Deûlémont.

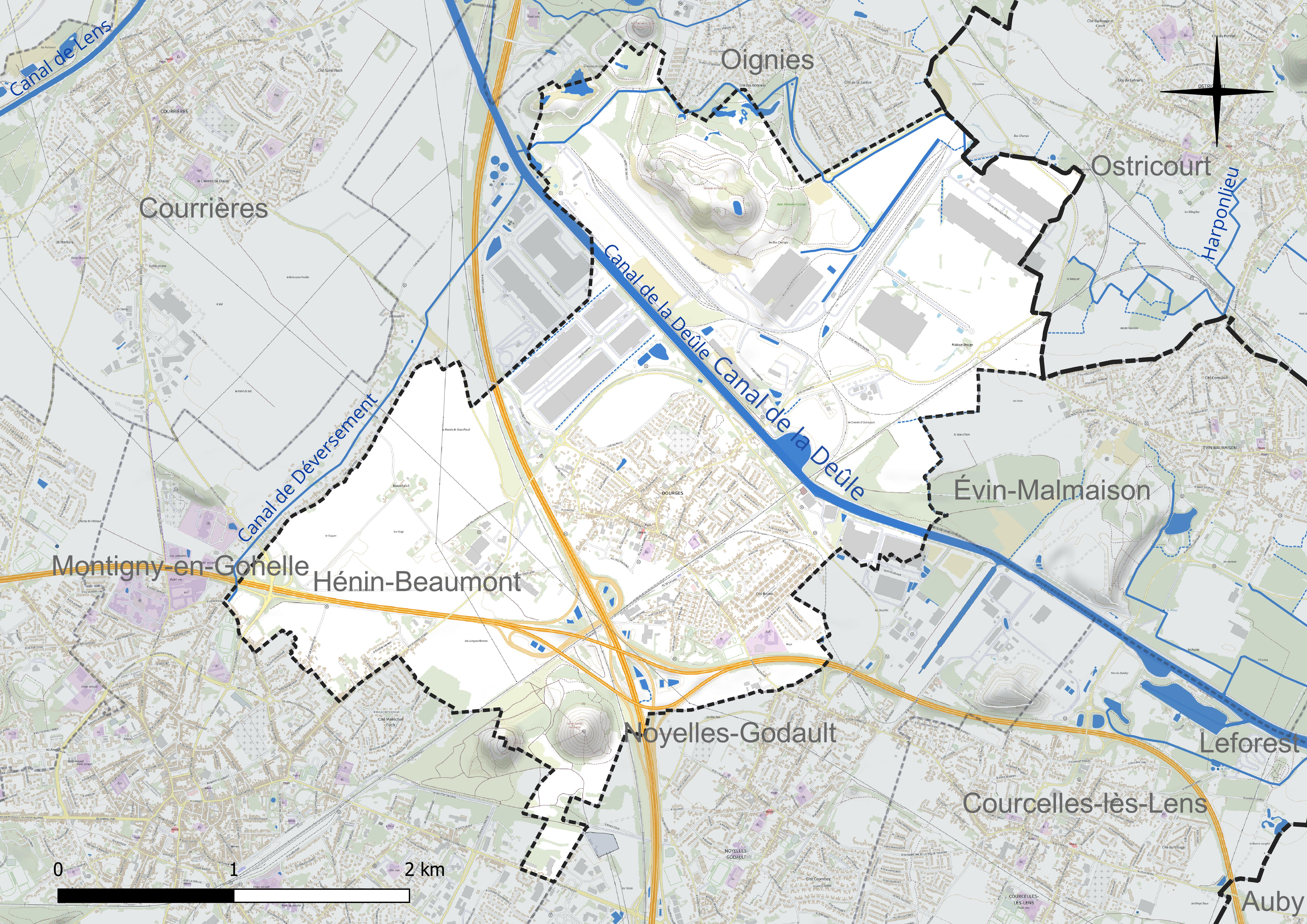
Réseau hydrographique de Dourges.

### Climat
Pour des articles plus généraux, voir Climat des Hauts-de-France et Climat du Nord-Pas-de-Calais.
En 2010, le climat de la commune est de type climat océanique dégradé des plaines du Centre et du Nord, selon une étude du Centre national de la recherche scientifique (CNRS) s'appuyant sur une série de données couvrant la période 1971-2000. En 2020, Météo-France publie une typologie des climats de la France métropolitaine dans laquelle la commune est exposée à un climat océanique et est dans la région climatique Nord-est du bassin Parisien, caractérisée par un ensoleillement médiocre, une pluviométrie moyenne régulièrement répartie au cours de l’année et un hiver froid (3 °C).
Pour la période 1971-2000, la température annuelle moyenne est de 10,5 °C, avec une amplitude thermique annuelle de 14,4 °C. Le cumul annuel moyen de précipitations est de 679 mm, avec 12,2 jours de précipitations en janvier et 9 jours en juillet. Pour la période 1991-2020, la température moyenne annuelle observée sur la station météorologique la plus proche, située sur la commune de Douai à 10 km à vol d'oiseau, est de 11,0 °C et le cumul annuel moyen de précipitations est de 729,2 mm,. Pour l'avenir, les paramètres climatiques de la commune estimés pour 2050 selon différents scénarios d'émission de gaz à effet de serre sont consultables sur un site dédié publié par Météo-France en novembre 2022.

### Milieux naturels et biodiversité

#### Zones naturelles d'intérêt écologique, faunistique et floristique
L’inventaire des zones naturelles d'intérêt écologique, faunistique et floristique (ZNIEFF) a pour objectif de réaliser une couverture des zones les plus intéressantes sur le plan écologique, essentiellement dans la perspective d’améliorer la connaissance du patrimoine naturel national et de fournir aux différents décideurs un outil d’aide à la prise en compte de l’environnement dans l’aménagement du territoire.
Le territoire communal comprend deux ZNIEFF de type 1 :
- le marais et le terril d’Oignies et le bois du Hautois, d’une superficie de 213 ha et d'une altitude variant de 25  à   90 m[11] ;
- les Terrils no 87 et no 92 de Dourges et d’Hénin-Beaumont, d’une superficie de 75 ha et d'une altitude variant de 29  à   125 m[12].

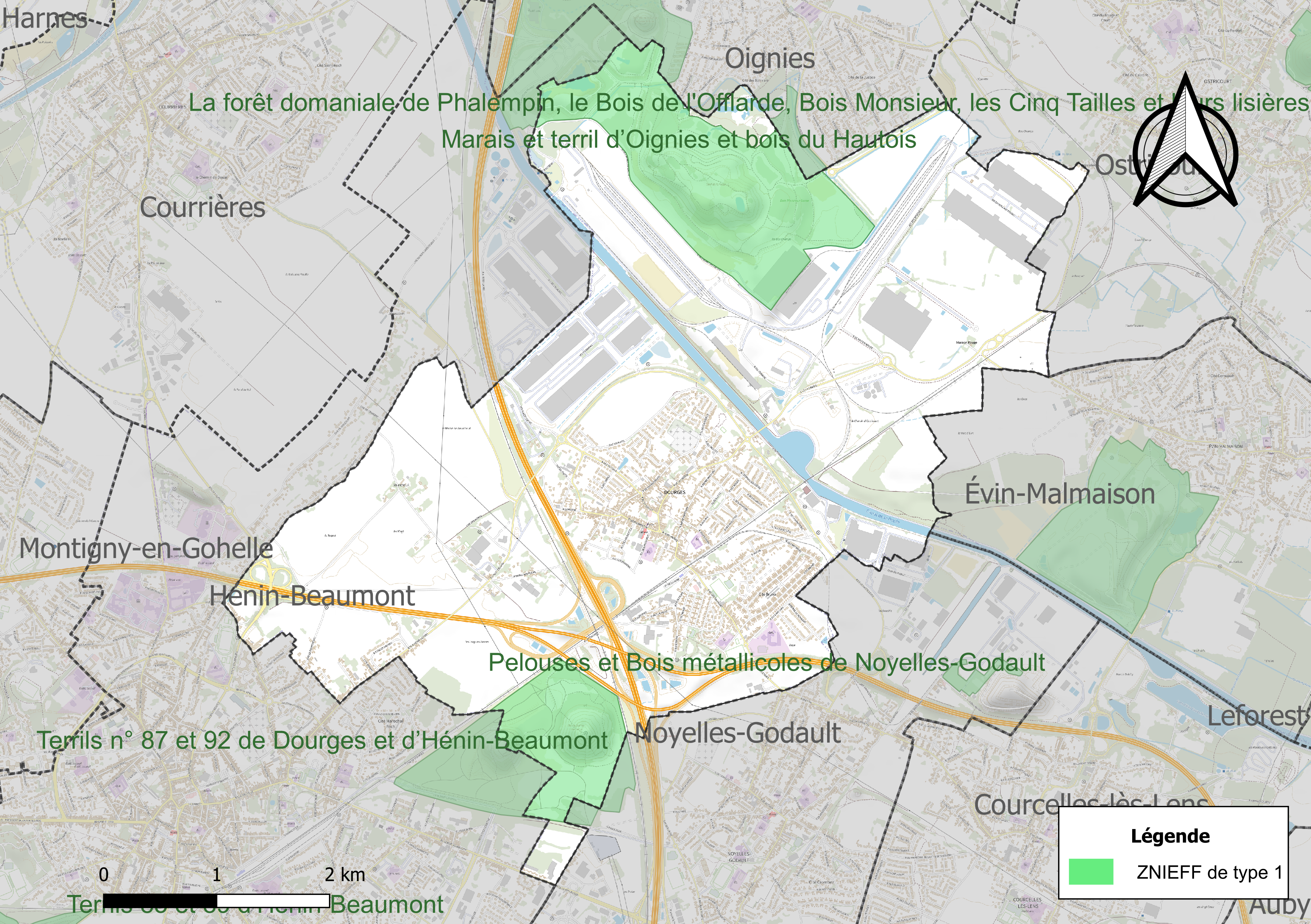
Carte des ZNIEFF sur la commune.

## Urbanisme

### Typologie
Au 1er janvier 2024, Dourges est catégorisée ceinture urbaine, selon la nouvelle grille communale de densité à sept niveaux définie par l'Insee en 2022.
Elle appartient à l'unité urbaine de Douai-Lens, une agglomération inter-départementale regroupant 67  communes, dont elle est une commune de la banlieue,,. Par ailleurs la commune fait partie de l'aire d'attraction de Lens - Liévin, dont elle est une commune de la couronne,. Cette aire, qui regroupe 50 communes, est catégorisée dans les aires de 200 000 à moins de 700 000 habitants,.

### Occupation des sols
L'occupation des sols de la commune, telle qu'elle ressort de la base de données européenne d’occupation biophysique des sols Corine Land Cover (CLC), est marquée par l'importance des territoires artificialisés (75,3 % en 2018), en augmentation par rapport à 1990 (38,3 %). La répartition détaillée en 2018 est la suivante : 
zones industrielles ou commerciales et réseaux de communication (27,1 %), mines, décharges et chantiers (23,4 %), zones urbanisées (22 %), terres arables (21,7 %), zones agricoles hétérogènes (3 %), espaces verts artificialisés, non agricoles (2,9 %). L'évolution de l’occupation des sols de la commune et de ses infrastructures peut être observée sur les différentes représentations cartographiques du territoire : la carte de Cassini (XVIIIe siècle), la carte d'état-major (1820-1866) et les cartes ou photos aériennes de l'IGN pour la période actuelle (1950 à aujourd'hui).

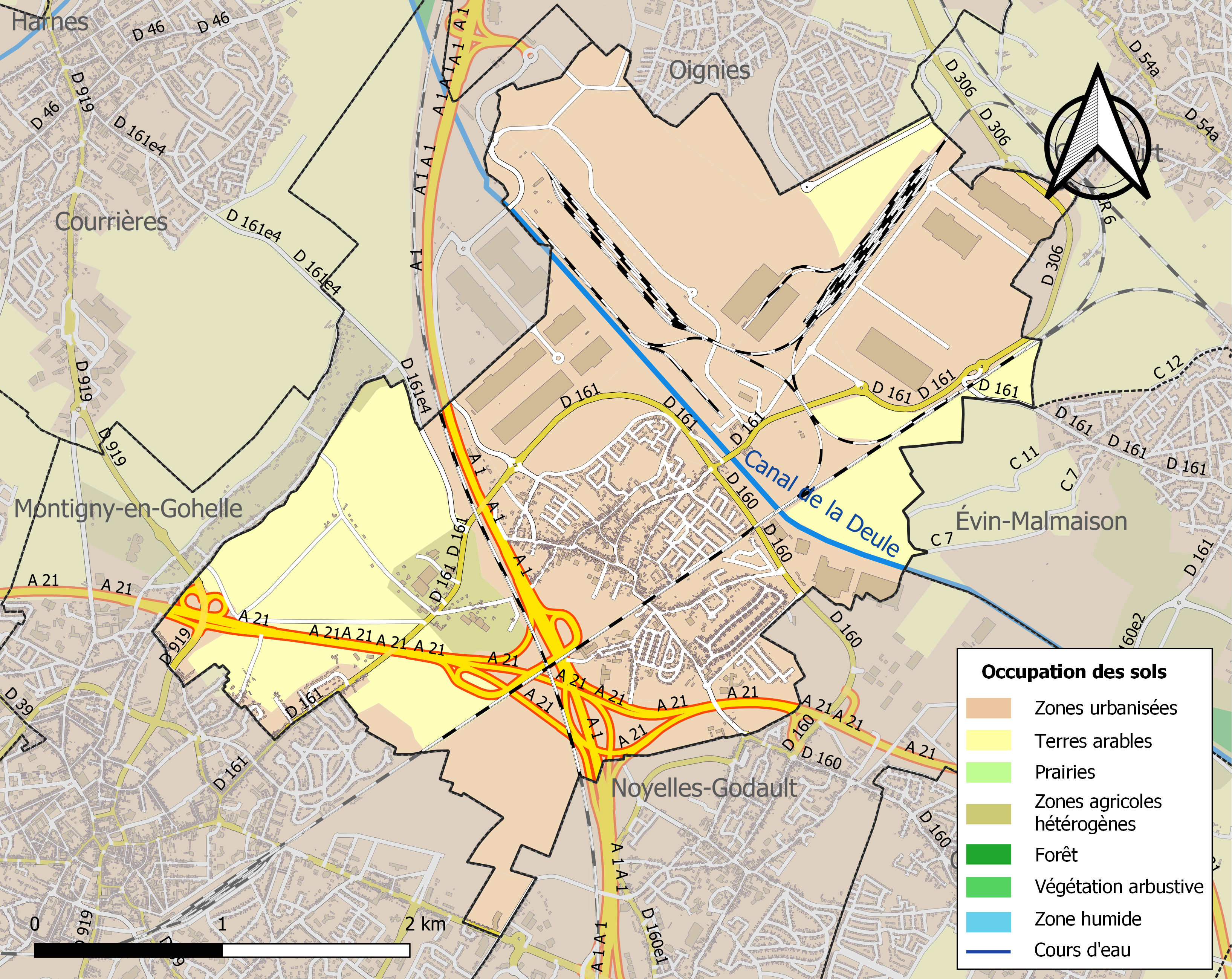
Carte des infrastructures et de l'occupation des sols de la commune en 2018 (CLC).

### Lieux-dits, hameaux et écarts

#### Bourcheuil
Bourcheuil est une ancienne commune réunie à celle de Dourges par ordonnance royale du 3 mars 1821.
- en 1338, l'inventaire des biens des Hospitaliers mentionne qu'ils possèdent des biens à Bourcheuil[19].
- en 1635, les maisons de cet ancien village sont partiellement détruites lors l'intervention française de la guerre de Trente Ans. Il ne subsiste que l'église.
- le maréchal de Montesquiou achève la destruction de Bourcheuil, avec des troupes de la garnison d'Arras et fait remblayer une partie du canal de Douai à Lille pour intercepter les communications par eaux.
- en 1747, l'église de Bourcheuil, reconstruite à l'emplacement de l'ancienne, est bénie par Jean-Baptiste Decarpenterie licencié en Théologie à Douai. Trois maisons existent alors à Bourcheuil[20].

#### Harponlieu
À Harponlieu se situe le château appartenant au marquis de Jumelles. Il a été vendu en 1690 à un chanoine de Douai. L'abbaye Notre-Dame d'Hénin-Liétard était chargée de faire acquitter trois messes par semaine.

#### Wavrechin
Wavrechin est situé entre Évin et Oignies, vis-à-vis du pont de Sault, ce hameau était composé de 12 maisons. Il a fait partie de Carvin puis fut réuni à Dourges en raison de sa proximité.

### Logement
En 2021, le nombre total de logements dans la commune était de 2 602, alors qu'il était de 2 427 en 2015 et de 2 302 en 2010
, soit une progression du nombre total de logements de 13 % depuis 2010.
Parmi ces 2 602 logements, 93,5 % étaient des résidences principales, (soit 2 433 logements), 0,4 % des résidences secondaires et 6,1 % des logements vacants. Ces logements étaient pour 91,5 % d'entre eux des maisons individuelles et pour 8,3 % des appartements.
Sur les 2 433 résidences principales, 62,6 % sont occupées par des propriétaires, 36,3 % par des locataires et 1,1 % par des personnes logées gratuitement.
Le tableau ci-dessous présente la typologie des logements à Dourges en 2021 en comparaison avec celle du Pas-de-Calais et de la France entière. Une caractéristique marquante du parc de logements est ainsi la faible proportion des résidences secondaires et logements occasionnels (0,4 %) par rapport au département (6,5 %) et à la France entière (9,7 %) ainsi que d'une proportion de logements vacants (6,1 %) inférieure à celle du département (7,3 %) et de la France entière (8,1 %).
| Typologie                                               | Dourges | Pas-de-Calais | France entière |
| ------------------------------------------------------- | ------- | ------------- | -------------- |
| Résidences principales (en %)                           | 93,5    | 86,1          | 82,2           |
| Résidences secondaires et logements occasionnels (en %) | 0,4     | 6,5           | 9,7            |
| Logements vacants (en %)                                | 6,1     | 7,3           | 8,1            |

### Voies de communication et transports

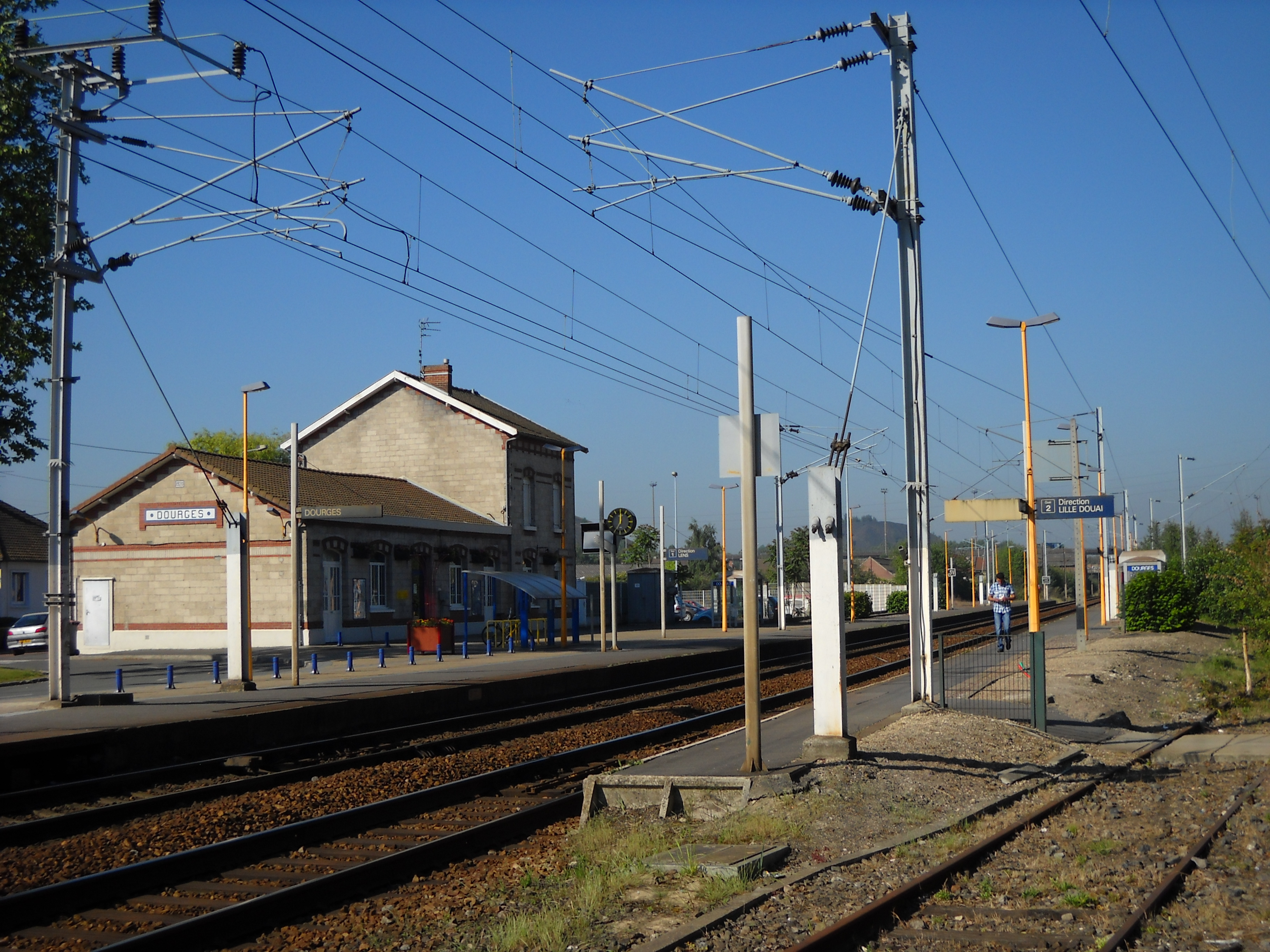
La gare de Dourges.

#### Voies de communication
La commune est desservie par les routes départementales D 160 et D 161 et par l'autoroute A21, appelée aussi rocade minière, et est limitrophe de la sortie no 17.1 de l'autoroute A1 reliant Paris à Lille.

#### Transport ferroviaire
Sur le territoire de la commune se trouve la gare de Dourges située sur la ligne de Lens à Ostricourt et desservie par des trains TER Hauts-de-France.

## Toponymie
Le nom de la localité est attesté sous les formes Durges en 1081 ; Dorgiæ en 1104 ; Dorges en 1123 ; Dourges vers 1154 ; Durgæ en 1218 ; Dourghes au XIVe siècle ; Dourges-lès-Hénin en 1424 ; Dourges-en-Escrebieux XVIIIe siècle, Dourges depuis 1793 et 1801.
En 1821, la commune de Dourges fusionne avec la commune de Bourcheuil.

## Histoire

### Préhistoire
Selon les données disponibles en paléoécologie et paléopaysage, notamment issues de recherches en archéologie préventive, le « marais de Dourges » dans le fond de la vallée de la Deûle, dans le bassin minier de Lens, au pied du versant crayeux de la Gohelle, a été autrefois un lac (au Bölling, cf. traces fossiles de poissons et de mollusques).
Peu à peu asséchée et comblée au Dryas moyen puis périodiquement inondée par des brèves crues, la zone redevient marécageuse à l’Allerød après quoi un nouvel assèchement permet l'apparition de sols humifères.
Un refroidissement au Dryas récent déstabilise le bassin versant et aboutit à un « comblement de la
dépression par des colluvions limoneuses ».
Ce marais a attiré une grande faune (cf os et dents fossiles de grands mammifères, dont de grands aurochs) et des populations humaines paléolithiques.

### Première Guerre mondiale
La commune est décorée de la croix de guerre 1914-1918 par décret du 25 septembre 1920, distinction également attribuée à 276 autres communes du Pas-de-Calais.

### Seconde Guerre mondiale
C'est dans la commune proche de Montigny-en-Gohelle, dans le Pas-de-Calais, à la fosse 7 de la Compagnie des mines de Dourges, que la grève patriotique des cent mille mineurs du Nord-Pas-de-Calais en mai-juin 1941 démarre, avec Émilienne Mopty (1907-1943) et Michel Brulé (1912-1942), privant les Allemands de 93 000 tonnes de charbon pendant près de deux semaines. C'est l'un des premiers actes de résistance collective à l'occupation nazie en France et le plus important en nombre, qui se solda par 414 arrestations en trois vagues, la déportation de 270 personnes, 130 mineurs étant par ailleurs fusillés à la citadelle d'Arras. Après-guerre, la commune vit trois grands événements nationaux, la bataille du charbon (1945-1947), suivie des grève des mineurs de 1947 et celles de 1948.

## Politique et administration

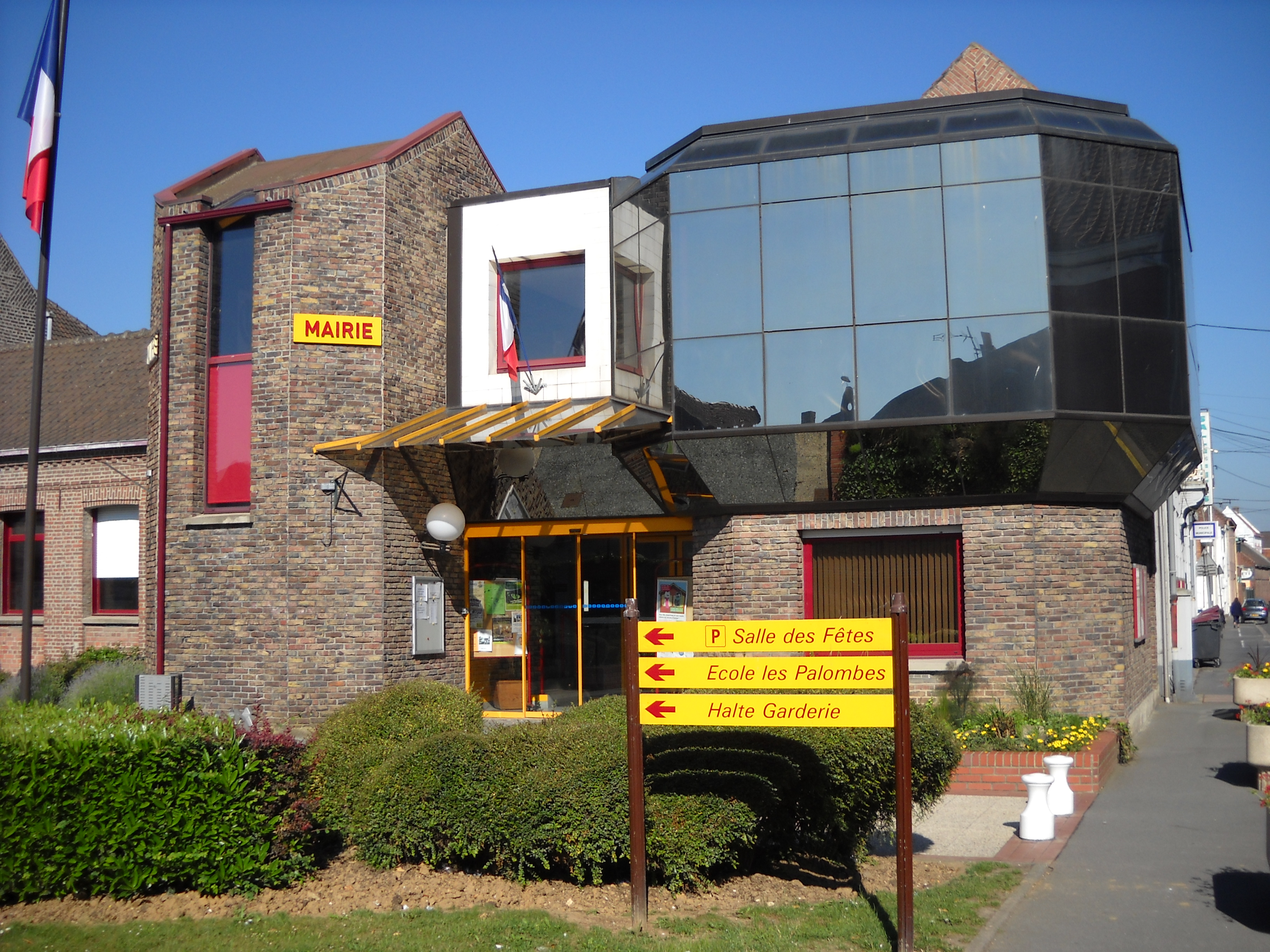
La mairie.

### Découpage territorial
La commune se trouve dans l'arrondissement de Lens du département du Pas-de-Calais, depuis 1962, auparavant, depuis 1801, elle se trouvait dans l'arrondissement de Béthune.

#### Commune et intercommunalités
La commune est membre de la communauté d'agglomération Hénin-Carvin qui regroupe 14 communes et totalise 126 840 habitants en 2021.

#### Circonscriptions administratives
La commune est rattachée au canton d'Hénin-Beaumont-1 depuis 2014. Avant le redécoupage cantonal de 2014, elle était, de 1801 à 1961, rattachée au canton de Carvin, puis, de 1962 à 1972 au canton d'Hénin-Beaumont et enfin , de 1973 à 2013 au canton de Leforest.

#### Circonscriptions électorales
Pour l'élection des députés, la commune fait partie de la onzième circonscription du Pas-de-Calais.

### Élections municipales et communautaires
Le premier tour des élections municipales de 2020 se déroule le 15 mars. Le confinement lié à la pandémie de Covid-19 retarde de trois mois la tenue du second tour, qui a lieu le 28 juin. Celui-ci se solde par une quadrangulaire, comme trois autres communes du département du Pas-de-Calais : Marœuil, Wimereux, et Meurchin.
Le conseil municipal est composé de vingt-neuf élus, compte tenu du nombre de ses habitants.

#### Liste des maires

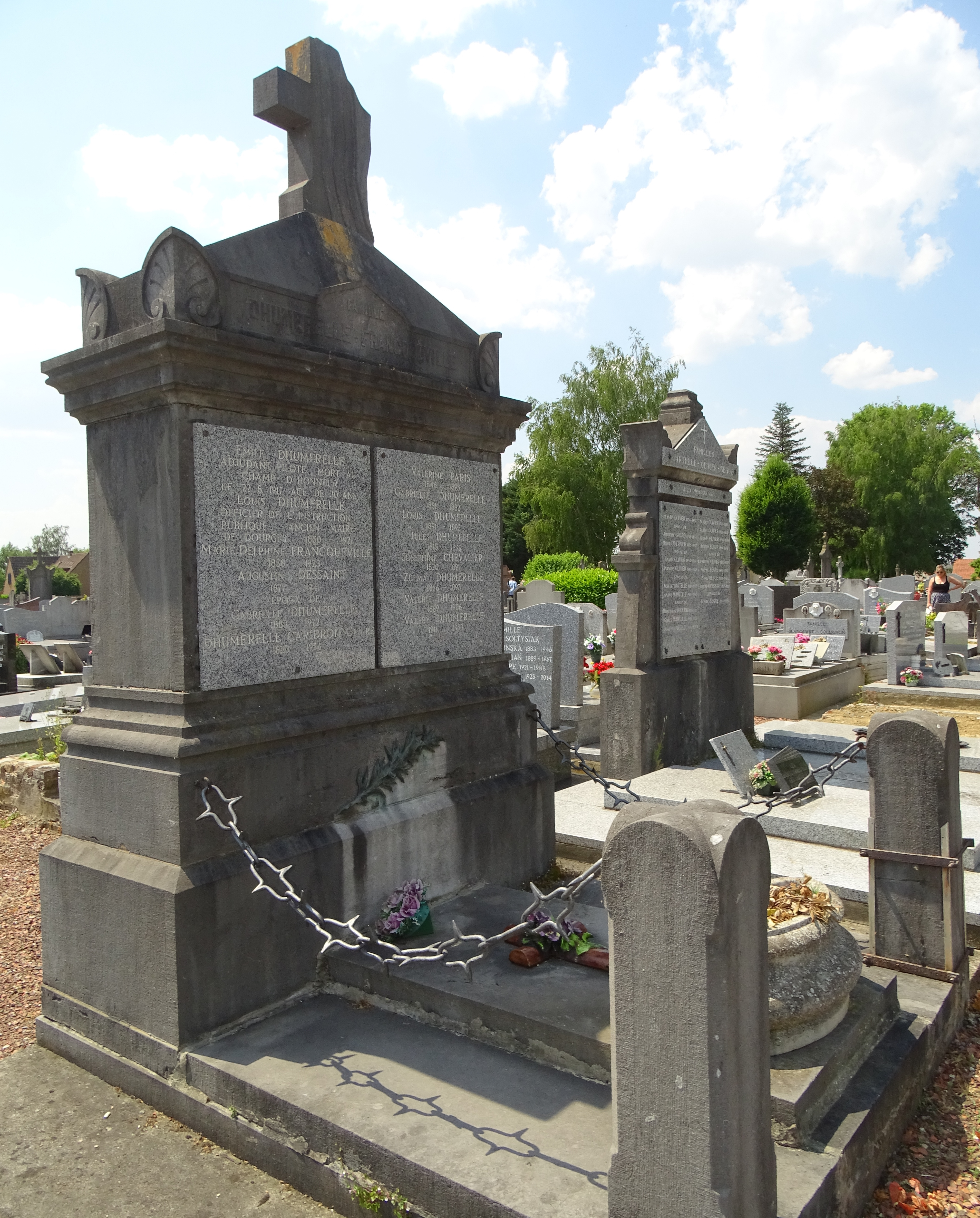
Tombe de Louis Dhumerelle au cimetière de Dourges.

| Période           | Période                         | Identité                         | Étiquette   | Qualité                                                                                        |
| ----------------- | ------------------------------- | -------------------------------- | ----------- | ---------------------------------------------------------------------------------------------- |
| 1840              | 1852                            | Joseph Gruyelle                  |             |                                                                                                |
| 1852              | 1853                            | Alexandre-Joseph Gruyelle        |             |                                                                                                |
| 1853              | 1868                            | François Couture                 |             |                                                                                                |
| 1868              | 1884                            | Napoléon Rucar                   |             |                                                                                                |
| 1884              | 1891                            | Cauvet de Blanchonval            |             |                                                                                                |
| 1891              | 1893                            | Louis Wartelle                   |             |                                                                                                |
| 1893              | 1894                            | Géry Debeaumont                  |             |                                                                                                |
| 1894              | mai 1896                        | Louis Wartelle                   |             |                                                                                                |
| mai 1896          | 1919                            | Louis Dhumerelle (1850-1921)     |             |                                                                                                |
| 1919              | 1944                            | Arthur Wartelle (1876-1951)      | SFIO        | Agriculteur                                                                                    |
| 20 mai 1945       | 18 janvier 1972                 | Maurice Boulen (1903-1971)       | SFIO        | Chef cantonnier des Ponts et Chaussées                                                         |
| 26 mars 1972      | 26 mars 1977                    | Michel Briquet (1927-1987)       |             | Ancien adjoint au maire                                                                        |
| 26 mars 1977      | 8 octobre 1980                  | Léon Faille (1917-1988)          |             | Médecin                                                                                        |
| 8 octobre 1980    | 23 juin 1995                    | Théodore Chwastyniak (1919-2003) | PS          | Représentant                                                                                   |
| 23 juin 1995      | mars 2008                       | Amédée Gellez (1933-2023)        | DVD         | Agriculteur Conseiller général de Leforest (2001 → 2008)                                       |
| mars 2008         | 7 novembre 2014                 | Patrick Defrancq (1957-2014)     | PS puis DVG | Administrateur de sociétés 7e vice-président de la CA d'Hénin-Carvin (2014) Décédé en fonction |
| 21 novembre 2014, | 3 juillet 2020                  | Jeanne-Marie Dubois (1949- )     | DVG         | Enseignante retraitée                                                                          |
| 3 juillet 2020    | En cours (au 1er novembre 2023) | Tony Franconville (1978- )       | DVC         | Conseiller en assurances                                                                       |

## Équipements et services publics

### Enseignement
La commune est située dans l'académie de Lille et dépend, pour les vacances scolaires, de la zone B.
Dourges dispose de quatre établissements scolaires. La commune administre trois établissements : l'école maternelle Les Palombes, l'école primaire Bruno et l'école école élémentaire Jules Ferry. Le département gère le collège Anne Frank.

### Justice, sécurité, secours et défense
La commune dépend du tribunal de proximité de Lens, du conseil de prud'hommes de Lens, du tribunal judiciaire de Béthune, de la cour d'appel de Douai, du tribunal de commerce d'Arras, du tribunal administratif de Lille, de la cour administrative d'appel de Douai, du pôle nationalité du tribunal judiciaire de Béthune et du tribunal pour enfants de Béthune.

## Population et société

### Démographie
Les habitants sont appelés les Dourgeois.

#### Évolution démographique
L'évolution du nombre d'habitants est connue à travers les recensements de la population effectués dans la commune depuis 1793. Pour les communes de moins de 10 000 habitants, une enquête de recensement portant sur toute la population est réalisée tous les cinq ans, les populations de référence des années intermédiaires étant quant à elles estimées par interpolation ou extrapolation. Pour la commune, le premier recensement exhaustif entrant dans le cadre du nouveau dispositif a été réalisé en 2007.
En 2022, la commune comptait 6 068 habitants, en évolution de +4,12 % par rapport à 2016 (Pas-de-Calais : −0,72 %, France hors Mayotte : +2,11 %).
| 1793 | 1800 | 1806 | 1821 | 1831  | 1836  | 1841  | 1846  | 1851  |
| ---- | ---- | ---- | ---- | ----- | ----- | ----- | ----- | ----- |
| 663  | 590  | 674  | 743  | 1 013 | 1 018 | 1 061 | 1 096 | 1 017 |

| 1856  | 1861  | 1866  | 1872  | 1876  | 1881  | 1886  | 1891  | 1896  |
| ----- | ----- | ----- | ----- | ----- | ----- | ----- | ----- | ----- |
| 1 055 | 1 094 | 1 145 | 1 127 | 1 145 | 1 162 | 1 208 | 1 334 | 1 522 |

| 1901  | 1906  | 1911  | 1921  | 1926  | 1931  | 1936  | 1946  | 1954  |
| ----- | ----- | ----- | ----- | ----- | ----- | ----- | ----- | ----- |
| 1 836 | 2 255 | 3 048 | 2 840 | 5 211 | 5 664 | 5 116 | 5 075 | 5 267 |

| 1962  | 1968  | 1975  | 1982  | 1990  | 1999  | 2006  | 2007  | 2012  |
| ----- | ----- | ----- | ----- | ----- | ----- | ----- | ----- | ----- |
| 5 162 | 5 746 | 5 402 | 5 201 | 5 806 | 5 676 | 5 641 | 5 637 | 5 684 |

| 2017  | 2022  | - | - | - | - | - | - | - |
| ----- | ----- | - | - | - | - | - | - | - |
| 5 891 | 6 068 | - | - | - | - | - | - | - |

#### Pyramide des âges
En 2018, le taux de personnes d'un âge inférieur à 30 ans s'élève à 39,5 %, soit au-dessus de la moyenne départementale (36,7 %). À l'inverse, le taux de personnes d'âge supérieur à 60 ans est de 20,2 % la même année, alors qu'il est de 24,9 % au niveau départemental.
En 2018, la commune comptait 2 848 hommes pour 3 087 femmes, soit un taux de 52,01 % de femmes, légèrement supérieur au taux départemental (51,5 %).
Les pyramides des âges de la commune et du département s'établissent comme suit.
| Hommes | Classe d’âge | Femmes |
| ------ | ------------ | ------ |
| 0,2    | 90 ou +      | 1,0    |
| 5,0    | 75-89 ans    | 7,8    |
| 12,7   | 60-74 ans    | 13,5   |
| 19,4   | 45-59 ans    | 19,6   |
| 21,8   | 30-44 ans    | 20,1   |
| 18,8   | 15-29 ans    | 18,3   |
| 22,1   | 0-14 ans     | 19,8   |

| Hommes | Classe d’âge | Femmes |
| ------ | ------------ | ------ |
| 0,5    | 90 ou +      | 1,6    |
| 5,6    | 75-89 ans    | 8,9    |
| 16,7   | 60-74 ans    | 18,1   |
| 20,2   | 45-59 ans    | 19,2   |
| 18,9   | 30-44 ans    | 18,1   |
| 18,2   | 15-29 ans    | 16,2   |
| 19,9   | 0-14 ans     | 17,9   |

## Économie

### Revenus de la population et fiscalité
En 2021, la commune compte 2 424 ménages fiscaux, regroupant 5 977 personnes.
Le revenu fiscal médian par ménage, le taux de pauvreté des ménages et la part des ménages fiscaux imposés de la commune, du département du Pas-de-Calais et de la métropole sont les suivants :
- le revenu fiscal médian par ménage de la commune est de 20 460 €, inférieur à celui du département du Pas-de-Calais (20 720 €) et inférieur à celui de la France métropolitaine (23 080 €)[Insee 6],[Insee 7],[Insee 8] ;
- le taux de pauvreté des ménages de la commune est de 17 %, de 18,4 % au niveau du département et de 14,9 % au niveau de la métropole[Insee 9],[Insee 10],[Insee 11] ;
- la part des ménages fiscaux imposés dans la commune est de 44 %, de 44,1 % au niveau du département et de 53,4 % au niveau de la métropole[Insee 6],[Insee 7],[Insee 8].

### Emploi
|                       | 2010   | 2015   | 2021   |
| --------------------- | ------ | ------ | ------ |
| Commune               | 16,0 % | 16,5 % | 12,3 % |
| Département           | 11,3 % | 13,7 % | 11,2 % |
| France métropolitaine | 11,6 % | 13,7 % | 11,7 % |

En 2021, la population âgée de 15 à 64 ans s'élève à 3 802 personnes, parmi lesquelles on compte 74,9 % d'actifs (65,7 % ayant un emploi et 9,2 % de chômeurs) et 25,1 % d'inactifs,. En 2021, le taux de chômage communal (au sens du recensement) des 15-64 ans est supérieur à celui du département et supérieur à celui de la France métropolitaine.
La commune fait partie de la couronne de l'aire d'attraction de Lens - Liévin, du fait qu'au moins 15 % des actifs travaillent dans le pôle,. Elle compte 2 599 emplois en 2021, contre 2 163 en 2015 et 1 980 en 2010. Le nombre d'actifs ayant un emploi résidant dans la commune est de 2 516, soit un indicateur de concentration d'emploi de 103,3 et un taux d'activité parmi les 15 ans ou plus de 60,8 %.
Sur ces 2 516 actifs de 15 ans ou plus ayant un emploi, 323 travaillent dans la commune, soit 13 % des habitants. Pour se rendre au travail, 84,0 % des habitants utilisent une voiture, un camion ou une fourgonnette, 7,8 % les transports en commun, 5,9 % s'y rendent en deux-roues motorisé, à vélo ou à pied et 2,2 % n'ont pas besoin de transport (travail au domicile).

## Culture locale et patrimoine

### Lieux et monuments
Dourges possède un patrimoine historique industriel laissé par l’exploitation charbonnière.

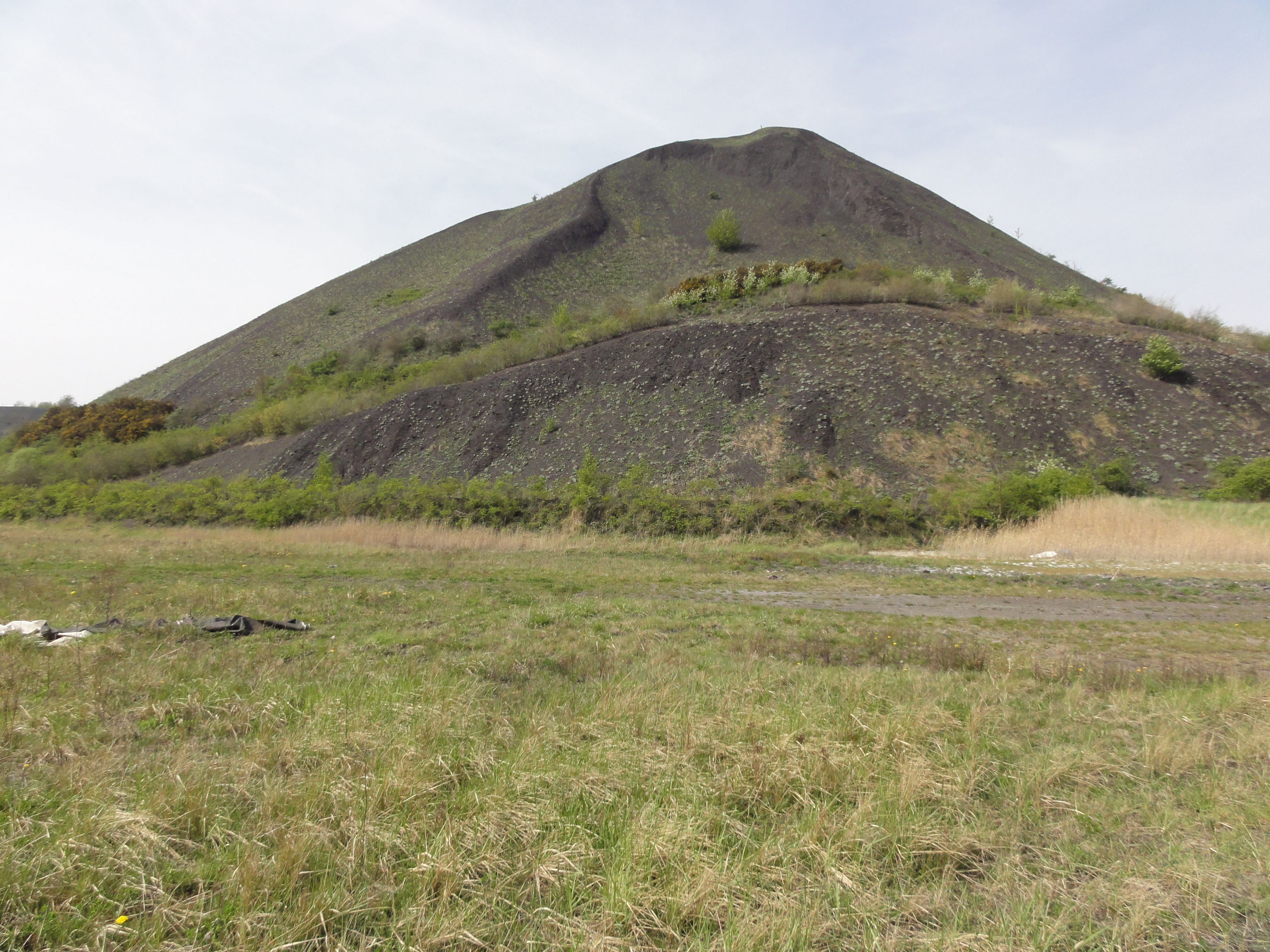
Le terril no 87 Lavoir Hénin-Est.

#### Patrimoine mondial
Depuis le 30 juin 2012, la valeur universelle et historique du bassin minier du Nord-Pas-de-Calais est reconnue et inscrite sur la liste du patrimoine mondial de l’UNESCO. Parmi les 353 sites répartis sur 109 lieux dans le périmètre du bassin minier, le site no 44 de Dourges est composé de la cité-jardin Bruno (ancienne et nouvelle), de son école, de son église Saint-Stanislas, de son presbytère et de la salle des fêtes,.
- La partie pavillonnaire de la cité Bruno ancienne.

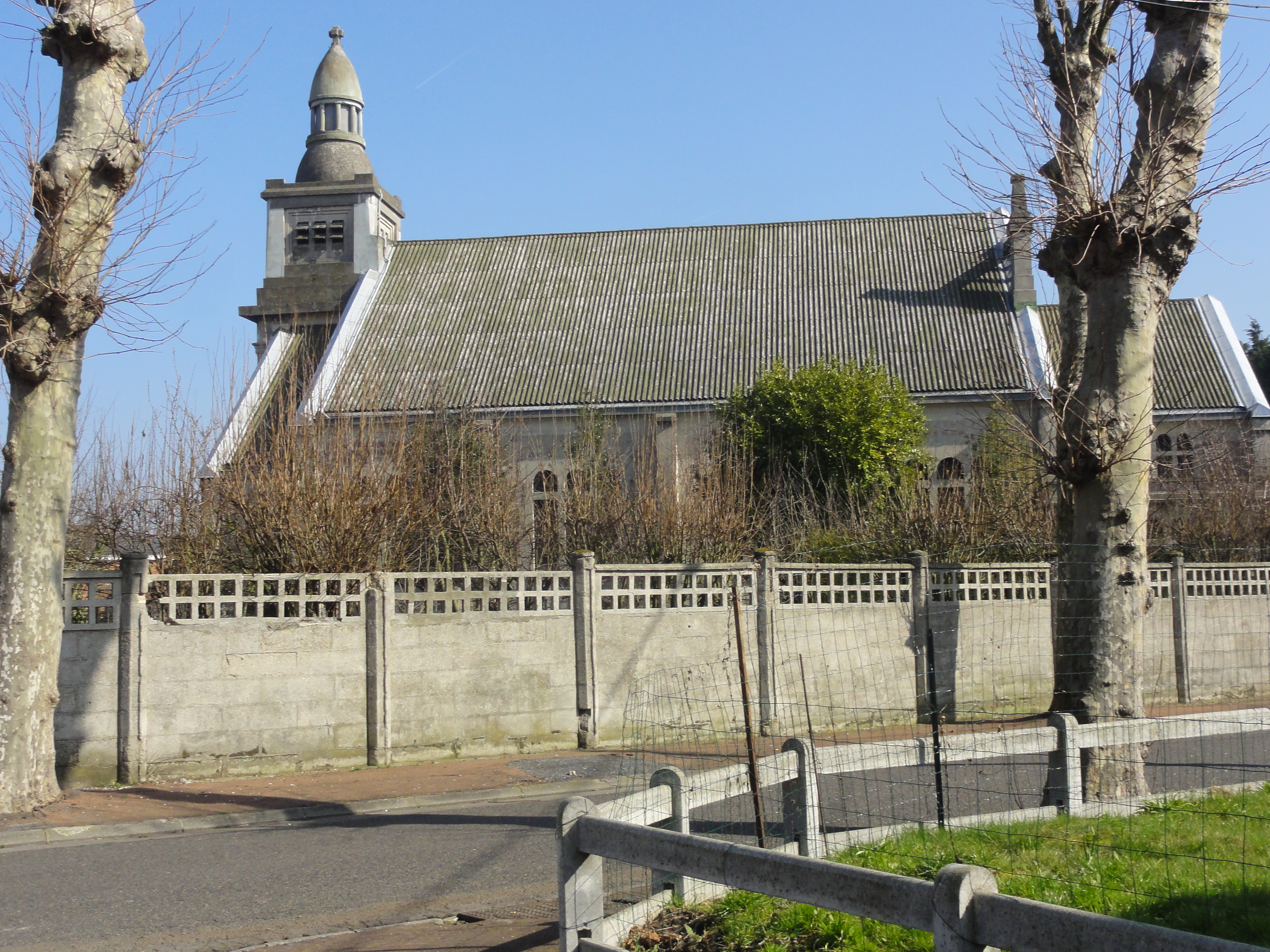
L'église Saint-Stanislas.
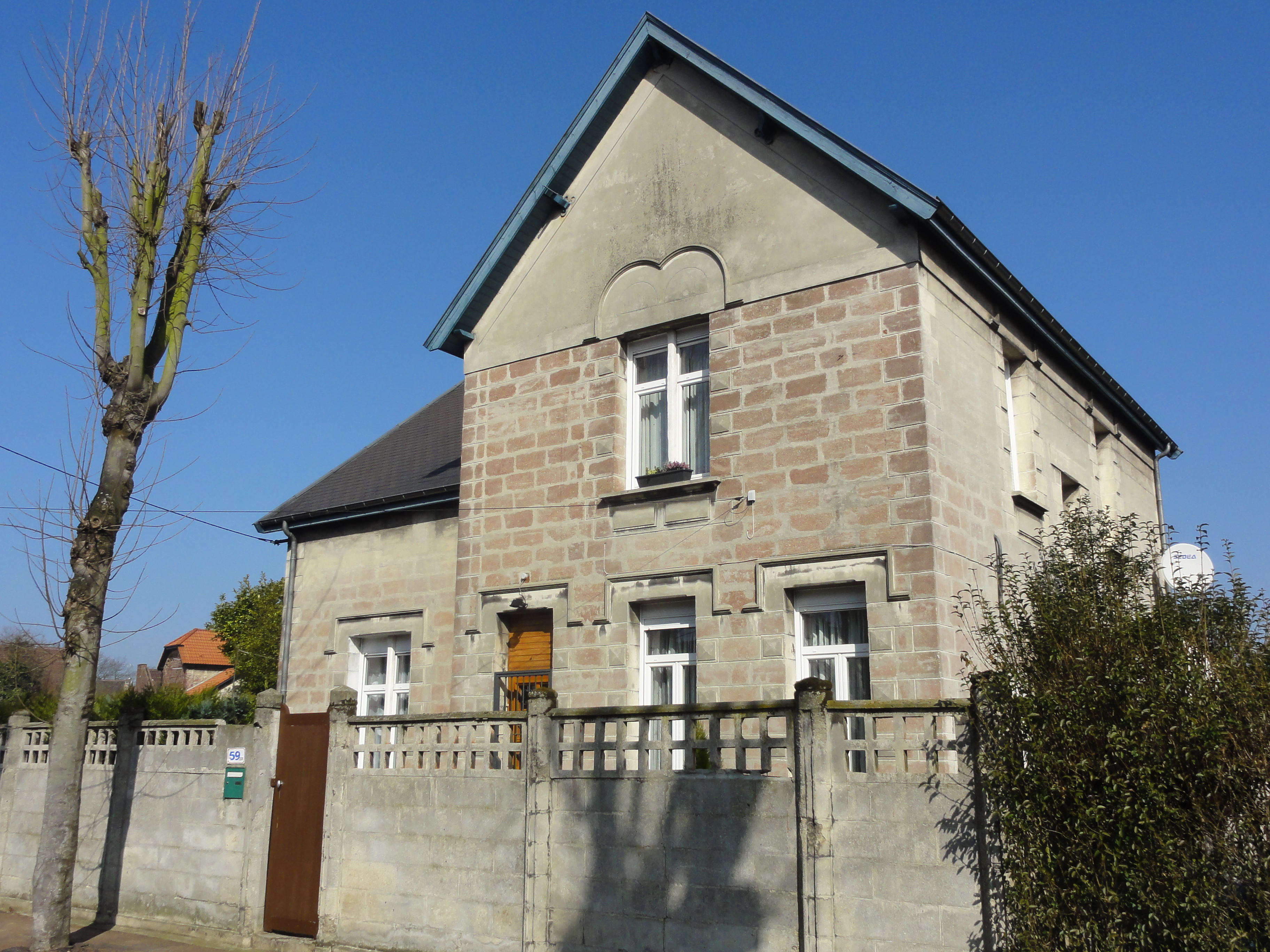
Le presbytère.

#### Monument historique
- L'église Saint-Stanislas de la cité Bruno, en totalité, ainsi que les façades et toitures de son presbytère, font l’objet d’une inscription au titre des monuments historiques depuis le 25 novembre 2009[45].

#### Autres lieux et monuments
- Le cimetière, avec le carré militaire français et le cimetière militaire allemand.
- L'église Saint-Piat.
- Le monument aux Forces françaises de l'intérieur (FFI)[46].
- Le monument aux morts[47].
- Le monument de la guerre franco-allemande de 1870[48].
- Le canal de la Deûle.

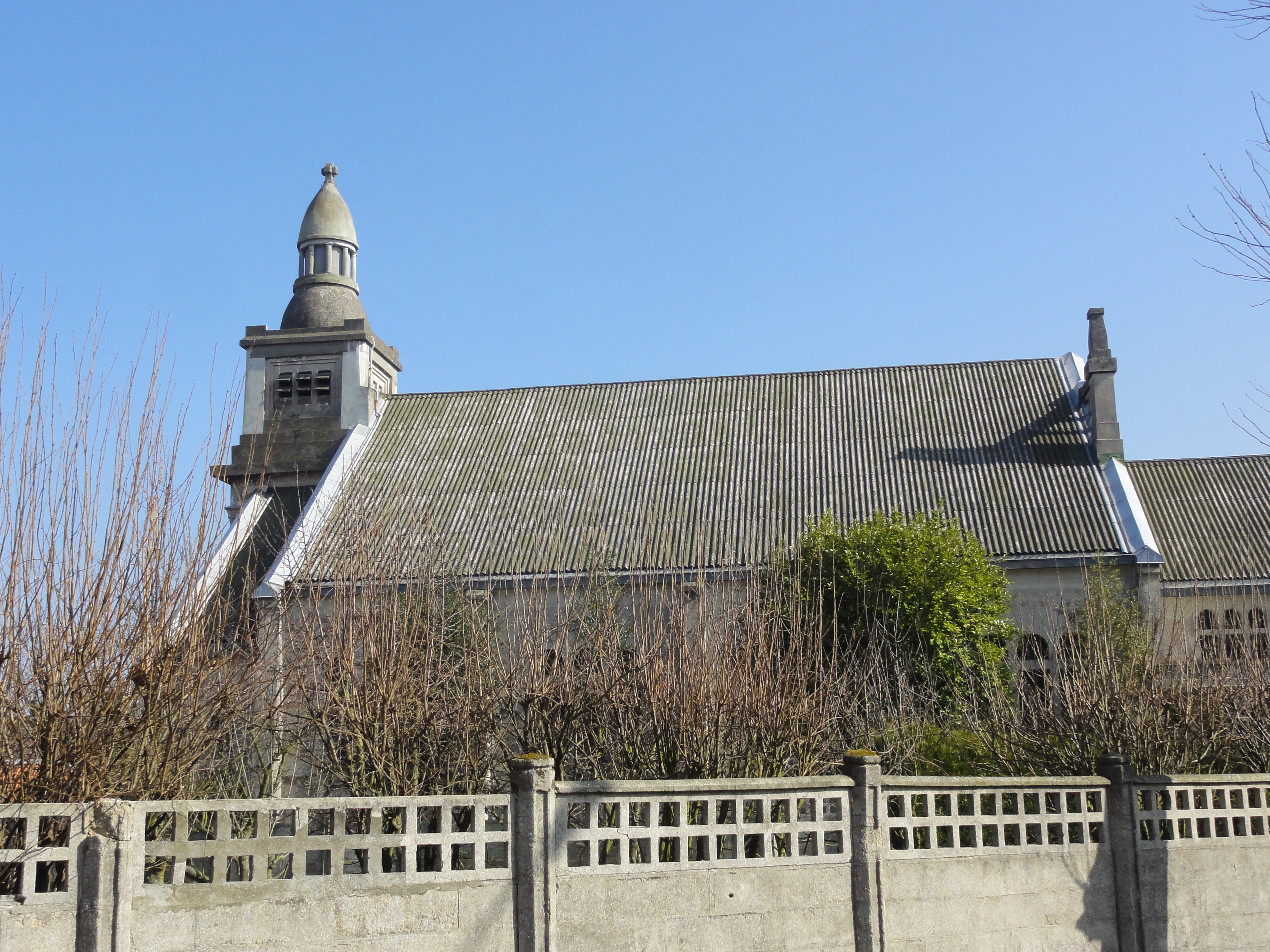
L'église Saint-Stanislas.
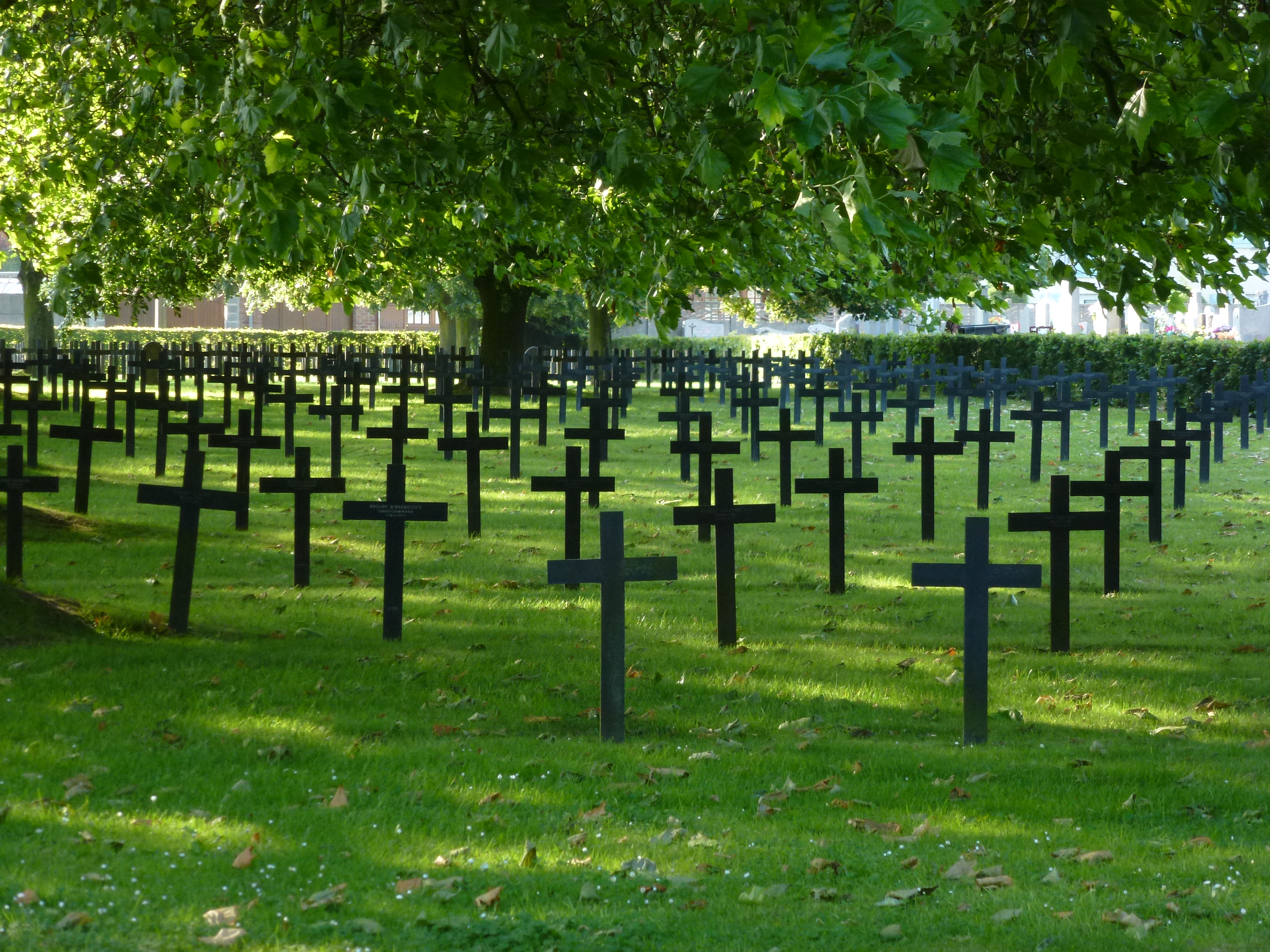
Le cimetière allemand.
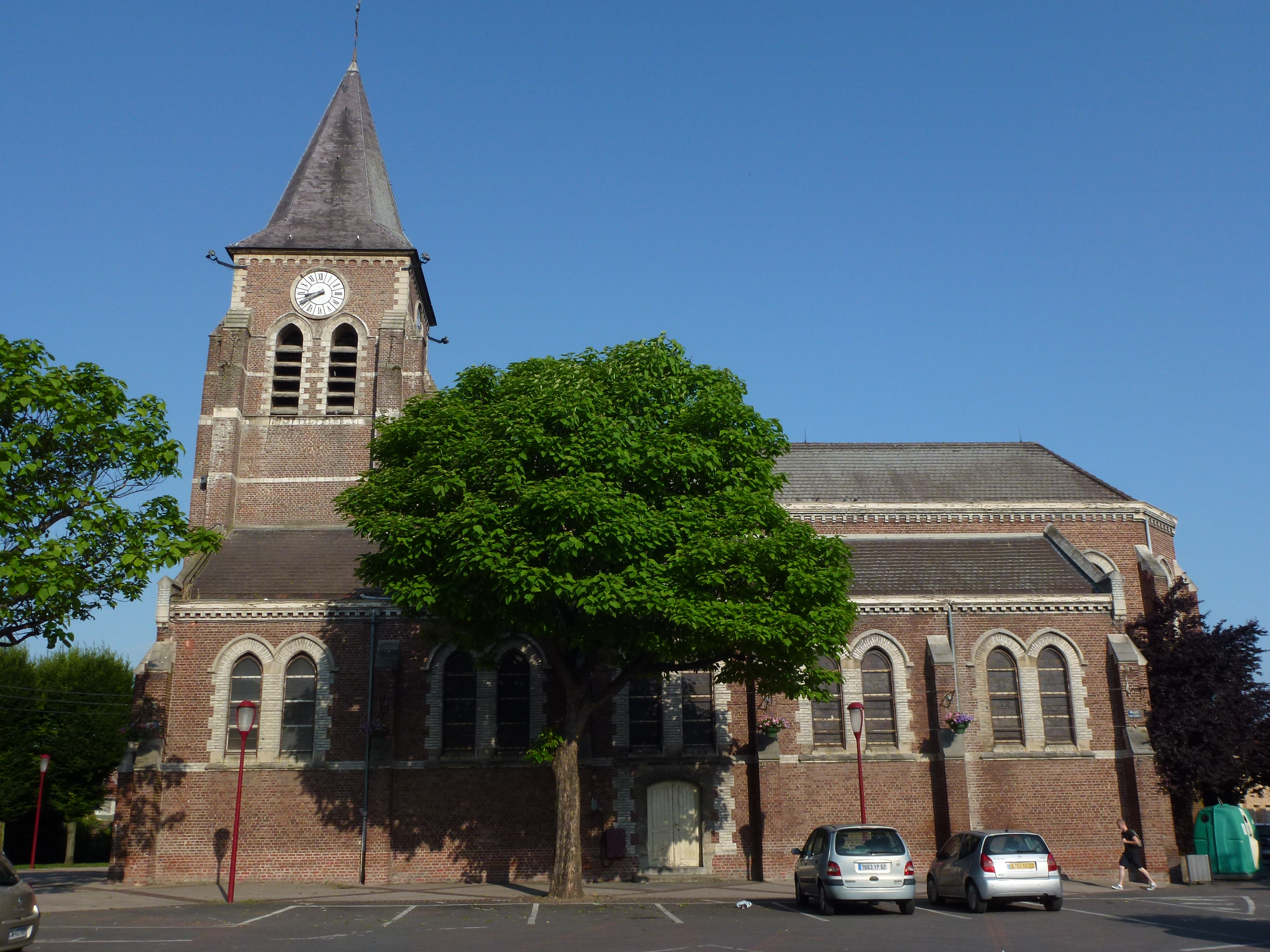
L'église Saint-Piat.
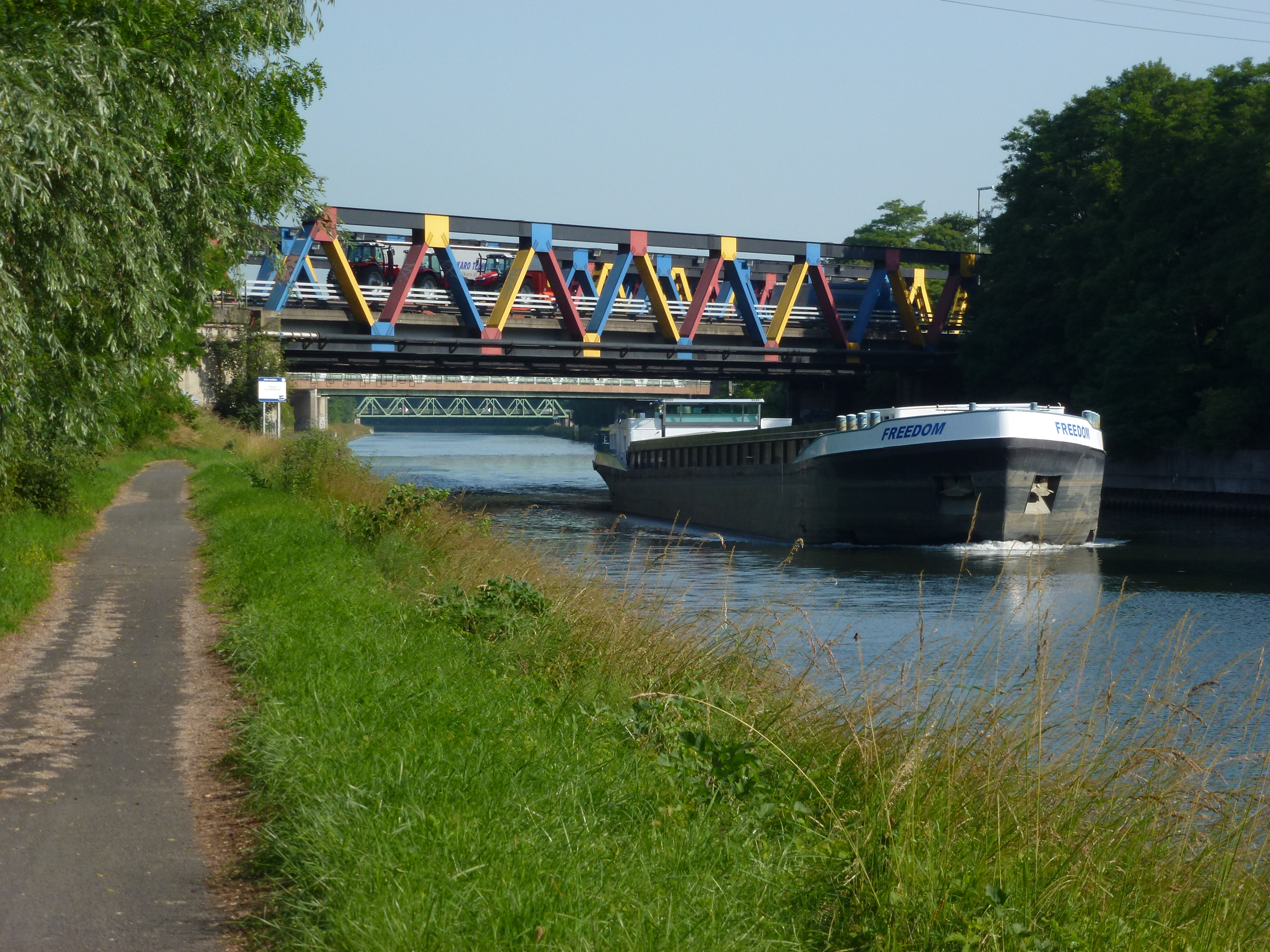
Le canal de la Deûle avec pont de l'autoroute A1.

### Personnalités liées à la commune
- Jean-François Marjewski (1923-1976), footballeur, né à Dourges.
- Alfred Wałek (pl) (1926-), journaliste et éditeur, né à Dourges.

### Héraldique
| Blason de Dourges | Blason  | De sinople à la fasce d’hermine accompagnée de trois gerbe de blé d’or. Ornements extérieursCroix de guerre 1914-1918                                                                                                  |
| Blason de Dourges | Détails | Combinaison des armes de la famille d'Oignies (de sinople à la fasce d'hermine) et de celles de la famille d'Aoust (de sable à trois gerbes de blé d'or liées de gueules). Adopté par la municipalité le 13 mars 1968. |

## Pour approfondir

#### Bases de données, dictionnaires et encyclopédies
- Ressources relatives à la géographie :   - Insee (communes)
  - Ldh/EHESS/Cassini
- Ressource relative à plusieurs domaines :   - Annuaire du service public français
- Ressource relative à la musique :   - MusicBrainz
- Notices d'autorité :   - VIAF
  - BnF (données)